# Варнавинский район
Варна́винский райо́н — административно-территориальное образование (район) в Нижегородской области России. В рамках организации местного самоуправления ему соответствует Варнавинский муниципальный округ (с 2004 до 2022 гг. — муниципальный район).
Административный центр — рабочий посёлок Варнавино.

## География
Район расположен на севере Нижегородской области и граничит на севере — с Костромской областью, на западе — с Ковернинским муниципальным округом и городским округом Семёновским, на востоке — с Уренским муниципальным округом и Ветлужским районом, на юге — с Краснобаковским районом. Площадь района — 2523,36 км².
Варнавинский район расположен в лесной зоне Ветлужского равнинного таёжно-лесного края (Северное Заволжье) Нижегородской области. Северное Заволжье отличается наиболее холодным и влажным климатом. Зима длится около 5 месяцев. Средняя температура января составляет —13 °C, морозы иногда достигают -48 °C. Продолжительность вегетационного периода составляет 163—170 дней. Весной характерны заморозки. Безморозный период насчитывает 110—120 дней. Лето короткое и жаркое, начинается обычно 5—10 июня и заканчивается 15—25 августа. Средняя июльская температура воздуха равна +18 °C, максимумы до +37 °C. Осадков за год выпадает от 550—600 мм.

## История
Древнейшими жителями Варнавинского района были марийцы.
В середине XV века русский христианский священник Варнава из города Великого Устюга поселился на Красной горе у реки Ветлуги, в пределах среднего Поветлужья. В это время бассейн реки представлял собой глухой край, населённый марийцами. С 1464 года положено начало 300-летнему периоду истории Варнавина как Троице-Варнавинской пустыни. Однако, при жизни основателя, во второй половине XV века притока русских переселенцев на Ветлугу не было. Первые русские поселенцы в верховьях реки не могли жить без церковных погостов, без христианских книг, без церковного богослужения. Русские крестьяне боялись селиться тогда в этом неспокойном крае, а московские власти, занятые борьбой с марийцами, Новгородом и Вяткой, не могли пойти на строительство здесь монастыря. Но в начале XVI века из Унжи, входящей в состав Галицкого уезда, была направлена группа монахов и плотников для строительства мужского монастыря на Красной горе. В 1764 году монастырский период в истории Варнавинской земли закончился. Оказавшись в числе маломощных монастырей страны, указом Екатерины Второй он был закрыт.
В 1778 году монастырская слобода преобразована в город Варнавин, уездный город Костромской губернии. После отмены крепостного права и земской реформы 1864 года в уездах создавались земства. В начале XX века уездный город Варнавин с населением 1500 человек имел по штату все уездные и городские органы власти.
Город был центром торговой деятельности в уезде. Ежегодно в Варнавине проводились три крупные ярмарки — Рождественская, Троицкая, Михайловская. Сравнительно крупными фабриками и заводами в уезде были древесно-картонная фабрика Бердниковых, стекловаренный завод Базилевского, лесопильный завод Смецких. Зажиточные крестьяне имели мельницы, маслобойни и другие промыслы. В 1902—1904 годах уездным земством открываются гимназии, мужское училище, школы, больницы.
20 января 1918 года в Варнавинском уезде была установлена советская власть, а с 1922 года Варнавинский уезд вошёл в состав Нижегородской губернии. С тех пор он трижды ликвидировался и входил в состав Краснобаковского района. В 1964 году Варнавинский район стал самостоятельным.

## Население
| 1939    | 1959    | 1970    | 1979    | 1989    | 2002    | 2003    | 2008    | 2009    |
| ------- | ------- | ------- | ------- | ------- | ------- | ------- | ------- | ------- |
| 26 883  | ↗27 908 | ↘18 522 | ↘15 655 | ↘15 130 | ↗15 867 | ↘12 850 | ↗14 517 | ↘14 351 |
| 2010    | 2011    | 2012    | 2013    | 2014    | 2015    | 2016    | 2017    | 2018    |
| ↘13 366 | ↘13 295 | ↘13 212 | ↘13 087 | ↘12 929 | ↘12 723 | ↘12 501 | ↘12 377 | ↘12 229 |
| 2019    | 2020    | 2021    |         |         |         |         |         |         |
| ↘12 027 | ↘11 841 | ↘10 013 |         |         |         |         |         |         |

Демографическая ситуация в районе, как и в области в целом, остаётся неблагоприятной. Численность постоянного населения района постоянно уменьшается. Естественная убыль населения частично компенсируется миграционным приростом. Плотность населения — 5,1 человек на км².

### Урбанизация
Городское население (рабочий посёлок Варнавино) составляет 32,01 % от всего населения района.

### Национальный состав
- Русские — 97,6;
- Украинцы — 0,8;
- Белорусы — 0,3;
- Татары — 0,3;
- Марийцы — 0,1;
- Прочие — 0,9.

### Религиозный состав населения
Основное религиозное течение — православное христианство. Основатель Варнавина преподобный Варнава Ветлужский вошёл в число русских православных святых.
Все старые церкви на территории райцентра были уничтожены при советской власти. В настоящее время проводится восстановление старых и строительство новых храмов.

## Административно-муниципальное устройство
В Варнавинский район, в рамках административно-территориального устройства области, входят 6  административно-территориальных образований, в том числе 1 рабочий посёлок и 5 сельсоветов.
| № | Административно-территориальное (муниципальное) образование | Административный центр    | Количество населённых пунктов | Население (чел.) | Площадь (км²) |
| - | ----------------------------------------------------------- | ------------------------- | ----------------------------- | ---------------- | ------------- |
| 1 | Рабочий посёлок Варнавино                                   | рабочий посёлок Варнавино | 1                             | ↗3205            | 87,35         |
| 2 | Богородский сельсовет                                       | село Богородское          | 31                            | ↘1218            | 389,61        |
| 3 | Восходовский сельсовет                                      | посёлок Восход            | 7                             | ↘2321            | 180,46        |
| 4 | Михаленинский сельсовет                                     | деревня Михаленино        | 33                            | ↘828             | 590,25        |
| 5 | Северный сельсовет                                          | посёлок Северный          | 4                             | ↘2001            | 649,91        |
| 6 | Шудский сельсовет                                           | село Горки                | 15                            | ↘440             | 625,78        |

Первоначально на территории Варнавинского района к 2004 году выделялись 1 рабочий посёлок и 10 сельсоветов. В рамках организации местного самоуправления в 2004—2009 гг. в существовавший в этот период Ардатовский муниципальный район входили соответственно 11 муниципальных образований, в том числе 1 городское поселение и 10 сельских поселений.
В 2009 году были упразднены следующие сельсоветы: Глуховский (включён в Михаленинский сельсовет), Макарьевский и Новоникольский (включены в Богородский сельсовет), Антонихинский и Горкинский сельсоветы (объединены в Шудский сельсовет).
Законом от 4 мая 2022 года Варнавинский муниципальный район и все входившие в его состав поселения были упразднены и объединены в Варнавинский муниципальный округ.

## Населённые пункты
В Варнавинском районе 91 населённый пункт, в том числе 1 посёлок городского типа (рабочий посёлок) и 90 сельских населённых пунктов.
| №  | Населённый пункт | Тип                  | Население | Административно-территориальное (муниципальное) образование |
| -- | ---------------- | -------------------- | --------- | ----------------------------------------------------------- |
| 1  | Варнавино        | рабочий посёлок      | ↗3205     | рабочий посёлок Варнавино                                   |
| 2  | Андреево         | деревня              | ↘106      | Богородский сельсовет                                       |
| 3  | Анисимово        | деревня              | ↘6        | Михаленинский сельсовет                                     |
| 4  | Антониха         | деревня              | ↘1        | Богородский сельсовет                                       |
| 5  | Антониха         | деревня              | ↘149      | Шудский сельсовет                                           |
| 6  | Аппалиха         | деревня              | ↘0        | Михаленинский сельсовет                                     |
| 7  | Бажино           | деревня              | ↘50       | Михаленинский сельсовет                                     |
| 8  | Бархатиха        | деревня              | ↘0        | Михаленинский сельсовет                                     |
| 9  | Басмино          | деревня              | →0        | Богородский сельсовет                                       |
| 10 | Бердничиха       | деревня              | ↘0        | Михаленинский сельсовет                                     |
| 11 | Березки          | посёлок              | ↘24       | Восходовский сельсовет                                      |
| 12 | Богородское      | село                 | ↘530      | Богородский сельсовет                                       |
| 13 | Бочкариха        | деревня              | ↘7        | Богородский сельсовет                                       |
| 14 | Бродовое         | посёлок              | ↘7        | Михаленинский сельсовет                                     |
| 15 | Булдаково        | деревня              | ↗174      | Михаленинский сельсовет                                     |
| 16 | Валиха           | деревня              | ↘4        | Богородский сельсовет                                       |
| 17 | Восход           | посёлок              | ↘1654     | Восходовский сельсовет                                      |
| 18 | Выползиха        | деревня              | ↘0        | Богородский сельсовет                                       |
| 19 | Глухое           | посёлок              | ↘30       | Михаленинский сельсовет                                     |
| 20 | Горки            | село                 | ↘165      | Шудский сельсовет                                           |
| 21 | Гришино          | деревня              | ↘0        | Шудский сельсовет                                           |
| 22 | Демидово         | деревня              | ↘11       | Богородский сельсовет                                       |
| 23 | Дерябино         | деревня              | ↘43       | Богородский сельсовет                                       |
| 24 | Егачиха          | деревня              | ↘12       | Михаленинский сельсовет                                     |
| 25 | Елевая Заводь    | посёлок              | ↘0        | Михаленинский сельсовет                                     |
| 26 | Жилиха           | деревня              | ↘0        | Шудский сельсовет                                           |
| 27 | Заболотье        | деревня              | ↘32       | Михаленинский сельсовет                                     |
| 28 | Загзы            | деревня              | ↘6        | Михаленинский сельсовет                                     |
| 29 | Замешаиха        | деревня              | ↘11       | Богородский сельсовет                                       |
| 30 | Заречный         | посёлок              | ↗809      | Северный сельсовет                                          |
| 31 | Зверниха         | деревня              | ↗143      | Михаленинский сельсовет                                     |
| 32 | Зяблица          | деревня              | ↘8        | Михаленинский сельсовет                                     |
| 33 | Кайск            | деревня              | ↘1        | Восходовский сельсовет                                      |
| 34 | Кайск            | посёлок              | →0        | Восходовский сельсовет                                      |
| 35 | Камешник         | посёлок              | →0        | Михаленинский сельсовет                                     |
| 36 | Карандаши        | деревня              | ↗5        | Богородский сельсовет                                       |
| 37 | Карасиха         | деревня              | ↘143      | Богородский сельсовет                                       |
| 38 | Карелиха         | деревня              | ↘9        | Шудский сельсовет                                           |
| 39 | Кирюшино         | деревня              | ↗30       | Михаленинский сельсовет                                     |
| 40 | Клячино          | деревня              | ↘8        | Михаленинский сельсовет                                     |
| 41 | Коленово         | деревня              | ↗72       | Михаленинский сельсовет                                     |
| 42 | Колосиха         | деревня              | ↘5        | Михаленинский сельсовет                                     |
| 43 | Коркотино        | деревня              | ↘4        | Богородский сельсовет                                       |
| 44 | Коровиха         | деревня              | ↘4        | Шудский сельсовет                                           |
| 45 | Красный Луч      | посёлок              | ↘221      | Шудский сельсовет                                           |
| 46 | Кресты           | посёлок              | ↘24       | Шудский сельсовет                                           |
| 47 | Кулигино         | деревня              | ↘70       | Шудский сельсовет                                           |
| 48 | Лапшанга         | село                 | ↘83       | Михаленинский сельсовет                                     |
| 49 | Латышево         | деревня              | ↘10       | Михаленинский сельсовет                                     |
| 50 | Леонтьево        | деревня              | →119      | Богородский сельсовет                                       |
| 51 | Лопатино         | деревня              | ↘0        | Богородский сельсовет                                       |
| 52 | Лубяны           | деревня              | ↘3        | Михаленинский сельсовет                                     |
| 53 | Ляды             | деревня              | ↘74       | Богородский сельсовет                                       |
| 54 | Ляпуново         | деревня              | ↗23       | Михаленинский сельсовет                                     |
| 55 | Макарий          | село                 | ↘239      | Богородский сельсовет                                       |
| 56 | Малиновка        | деревня              | ↘6        | Богородский сельсовет                                       |
| 57 | Меньшиково       | деревня              | ↘5        | Михаленинский сельсовет                                     |
| 58 | Меркушиха        | деревня              | ↘6        | Богородский сельсовет                                       |
| 59 | Мирный           | посёлок              | ↗1438     | Восходовский сельсовет                                      |
| 60 | Михаленино       | деревня              | ↘323      | Михаленинский сельсовет                                     |
| 61 | Мусиха           | деревня              | ↘0        | Шудский сельсовет                                           |
| 62 | Непогодиха       | деревня              | ↘1        | Шудский сельсовет                                           |
| 63 | Нижник           | посёлок              | ↘4        | Михаленинский сельсовет                                     |
| 64 | Новоникольское   | село                 | ↘153      | Богородский сельсовет                                       |
| 65 | Осиновка         | деревня              | ↘36       | Михаленинский сельсовет                                     |
| 66 | Палаустное       | деревня              | ↘15       | Богородский сельсовет                                       |
| 67 | Парагузиха       | деревня              | ↘4        | Шудский сельсовет                                           |
| 68 | Першино          | деревня              | ↘0        | Богородский сельсовет                                       |
| 69 | Петушиха         | деревня              | ↘28       | Богородский сельсовет                                       |
| 70 | Плющицино        | деревня              | ↘15       | Богородский сельсовет                                       |
| 71 | Подосениха       | деревня              | ↘4        | Богородский сельсовет                                       |
| 72 | Подушкино        | деревня              | ↘34       | Богородский сельсовет                                       |
| 73 | Поляки           | деревня              | ↘61       | Шудский сельсовет                                           |
| 74 | Поспелиха        | деревня              | ↘40       | Михаленинский сельсовет                                     |
| 75 | Постой           | деревня              | ↘0        | Богородский сельсовет                                       |
| 76 | Постой           | посёлок ж.д. станции | ↘3        | Восходовский сельсовет                                      |
| 77 | Поташное         | посёлок              | ↗1        | Михаленинский сельсовет                                     |
| 78 | Прудовка         | деревня              | ↘5        | Михаленинский сельсовет                                     |
| 79 | Прудовка         | деревня              | ↘7        | Шудский сельсовет                                           |
| 80 | Пузыри           | деревня              | ↘3        | Богородский сельсовет                                       |
| 81 | Репниха          | деревня              | ↘8        | Богородский сельсовет                                       |
| 82 | Русениха         | деревня              | →1        | Михаленинский сельсовет                                     |
| 83 | Северный         | посёлок              | ↘1590     | Северный сельсовет                                          |
| 84 | Селиваниха       | деревня              | ↘14       | Михаленинский сельсовет                                     |
| 85 | Сергино          | деревня              | ↘12       | Богородский сельсовет                                       |
| 86 | Скворцово        | деревня              | ↘64       | Богородский сельсовет                                       |
| 87 | Тимариха         | деревня              | ↘20       | Северный сельсовет                                          |
| 88 | Фалино           | деревня              | ↘5        | Михаленинский сельсовет                                     |
| 89 | Хмелевая         | село                 | ↘12       | Северный сельсовет                                          |
| 90 | Черемушки        | посёлок              | ↘810      | Восходовский сельсовет                                      |
| 91 | Югары            | деревня              | ↘34       | Шудский сельсовет                                           |

## Экономика

### Промышленность
Промышленность района представлена восемью предприятиями:
- ООО «Варко» (художественная фабрика резьбы по кости),
- подсобные предприятия учреждений управления ФСИН РФ по Нижегородской области:
  - УЗ 62/6 (мебель, лесопродукция, хлеб),
  - УЗ 62/7 (мебель, лесопродукция, хлеб, продукты металлообработкм),
  - УЗ 62/10 (швейные изделия, хлеб);
- Варнавинский хлебозавод (хлебобулочные изделия),
- ООО «Варнавинский райлесхоз»,
- ООО «ЛПХ „Северный“»,
- ООО «Сталекс» (заготовка и переработка леса).

Доля предприятий в общем объёме промышленной продукции составила за 2002 год:
- лесная промышленность — 36 %,
- пищевая промышленность — 20 %,
- прочие отрасли промышленности — 44 %.

Большая часть промышленных предприятий района относится к малым предприятиям (за исключением Варнавинского хлебозавода и предприятий ИТУ ФСИН РФ), поэтому в районе нет бюджетообразующих предприятий промышленности.
Список организаций, предприятий, занимающихся заготовкой и переработкой леса по Варнавинскому району.
| № п/п | Наименование предприятий                      | Место расположения предприятия |
| 1     | Варнавинский лесхоз                           | пгт Варнавино                  |
| 2     | ГУ «Сельский лесхоз»                          | деревня Булдаково              |
| 3     | ООО «Варнавинский райлесхоз»                  | деревня Булдаково              |
| 4     | ООО «Лапшангский ЛПК „Сталекс“»               | посёлок Северный               |
| 5     | ООО «ЛПХ „Северный“»                          | посёлок Северный               |
| 6     | ООО «Сиблес»                                  | деревня Звернихи               |
| 7     | ООО «ПМК „Варнавинская“»                      | деревня Булдаково              |
| 8     | Общественная организация «Общество мигрантов» | посёлок Варнавино              |
| 9     | ЧП Голуб                                      | посёлок Варнавино              |
| 10    | ЗАО «Надежда»                                 | деревня Булдаково              |
| 11    | КФХ «Риск»                                    | деревня Булдаково              |
| 12    | КФХ Серебрякова А. Н.                         | посёлок Варнавино              |
| 13    | КФХ Скворцова Н. В.                           | деревня Леонтьево              |
| 14    | ПУ-75                                         | посёлок Варнавино              |
| 15    | Колхоз «Заветы Ильича»                        | село Богородское               |
| 16    | КФХ «Курган»                                  | село Горки                     |
| 17    | Стеклозавод «Красный луч»                     | посёлок Красный Луч            |
| 18    | СПК «Антонихинское»                           | деревня Антониха               |
| 19    | ЧП Торопов Ю. Г.                              | деревня Карасиха               |
| 20    | ЧП Морозов А. Г.                              | посёлок Северный               |
| 21    | ЧП Журавлёв О.А                               | посёлок Северный               |
| 22    | ООО «Варнава-бизнес»                          | село Макарий                   |
| 23    | ЧП Гусев А. В.                                | посёлок Варнавино              |

### Сельское хозяйство
На 1 января 2003 года в районе насчитывалось 6 коллективных сельскохозяйственных предприятий. За ними закреплено 21 591 гектар земельных угодий, в том числе 11 814 гектар пашни, 2153 гектар сенокосов, 2978 гектар пастбищ.

#### Растениеводство
По итогам 2002 года в районе намолочено зёрна в весе после доработки 9700 центнеров или 57 % к уровню прошлого года. Урожайность зерновых и зернобобовых культур — 9,3 центнера с гектара (по области — 17,0 центнеров с гектара).

#### Животноводство
В сельскохозяйственных предприятиях района по состоянию на 1 января 2003 насчитывалось 1006 голов крупного рогатого скота или 76 % к уровню прошлого года, в том числе 484 коровы (70 %), 212 свиней (98 %). Объёмы производства животноводческой продукции к уровню прошлого года составили: молока − 775,5 т (94 %), мяса (реализация скота на убой) в живом весе — 63 тонны (86 %). За 2002 год от одной коровы надоено в среднем 1905 килограммов молока, что на 281 кг молока больше, чем за 2001 год.

#### Фермерские хозяйства
По состоянию на 1 января 2003 на территории Варнавинского района было зарегистрировано 24 крестьянских (фермерских) хозяйства. Всего крестьянским хозяйствам предоставлено 343 гектара земли, в том числе 333 гектара сельскохозяйственных угодий, из них 254 гектара пашни. Валовая продукция 2,8 % в валовом производстве всей сельскохозяйственной отрасли района.

## Ресурсы
Лесные ресурсы
Общая площадь лесных земель по району — 212 300 гектар, лесистость района составляет 84 %. В том числе:
- леса 1 группы — 23 356 гектар;
- леса 2 группы — 187 239 гектар.

Запас древесины всего по району составляет 35 634 200 м³, в том числе запас хвойных — 16 731 100 м³. Расчётная лесосека по главному пользованию — 266 200 м³. Ежегодный размер пользования от всех видов рубок леса — 393 800 м³. Объём древесины, заготавливаемый для промышленной переработки в 2002 году составил 79 400 м³.
Минеральные ресурсы
Из полезных ископаемых в районе имеются запасы глины (кирпичное сырьё − 380 тыс. м³), песка строительного — 1180 тыс. м³, 24 месторождения торфа на площади 2520 га с запасами 7750 тыс. тонн. В районе 340 тыс. м³ разведанных запасов валунов, используемых в строительстве.
Земельные ресурсы
| № п/п | Наименование земель                                       | Всего, га | В % к общей площади |
| 1     | Пашня                                                     | 15690     | 6,2                 |
| 2     | Многолетние насаждения                                    | 12        | 0,01                |
| 3     | Сенокосы                                                  | 8051      | 3,19                |
| 4     | Пастбища                                                  | 5834      | 2,3                 |
| 5     | Итого сельхозугодий                                       | 29 587    | 11,7                |
|       | Из общей площади сельхозугодий:                           |           |                     |
| А)    | Коллективное и индивидуальное садоводство, огородничество | 13        | 0,01                |
| Б)    | Земли личных подсобных хозяйств                           | 1948      | 0,77                |
| 8     | Леса                                                      | 212 345   | 84,2                |
| 9     | Кустарники                                                | 953       | 0,4                 |
| 10    | Болота                                                    | 1734      | 0,69                |
| 11    | Под водой                                                 | 2557      | 1,0                 |
| 12    | Земли, находящиеся в стадии мелиоративного строительства  | 7         | 0,01                |
| 13    | Площади, улицы, переулки                                  | 3378      | 1,3                 |
| 14    | Под строениями                                            | 663       | 0,26                |
| 15    | Нарушенные земли                                          | 9         | 0,01                |
| 16    | Прочие                                                    | 1103      | 0,43                |
|       | ВСЕГО:                                                    | 252 336   | 100                 |

Водные ресурсы
Территория Варнавинского района отличается довольно развитой гидрографической сетью, входящей в бассейн реки Ветлуги, левого притока Волги. Общая длина Ветлуги — 889 километров. Варнавинский район расположен в её среднем течении, скорость которого достигает 0,4—0,5 м/с. Пойма реки двусторонняя, шириной 1,5—2,0 км, изрезанная старицами. В высокое половодье она затопляется на 35—50 дней, глубина в пойме достигает 3 метров. Летом Ветлуга мелеет, особенно на перекатах.
Основные притоки реки Ветлуги на территории Варнавинского района — Лапшанга (длина водотока 85 км), Ужгур (36 км), Шуда (44 км). Реки умеренно извилистые с хорошо выраженными процессами деформации русел. Всего в районе протекает 40 больших и малых рек.
На территории района около ста озёр, в том числе более 50 озёр без названия. Варнавинский район хорошо обеспечен подземными водами, особенно его центральная часть, приуроченная к долине реки Ветлуги. На территории района, в основном, распространены воды водоносных горизонтов четвертичных и нижнетриасовых отложений. Водообильность горизонтов различна. Дебиты скважин колеблются от 6 до 54 кубических метров в сутки. Глубина скважин — от 40 до 110 м. Основные водовмещающие породы — пески и песчаники, чаще мелкозернистые. В настоящее время водоснабжение населённых пунктов района базируется на подземных водах (скважины и колодцы).

## Транспорт
Варнавинский район находится в стороне от основных транспортных магистралей. Расстояние до автомобильной дороги Нижний Новгород — Киров — 44 км. Ближайшая железнодорожная станция Ветлужская находится в 36 км.
Протяжённость автомобильных дорог с твёрдым покрытием в Варнавинском районе составляет 168 км. В 2002 году введён в действие мост через реку Варваж и завершена реконструкция участка автомобильной дороги на границе с Ветлужским районом.
Пассажирскими перевозками занимается на территории района филиал Краснобаковского автотранспортного предприятия. Общая протяжённость автобусных маршрутов, проходящих по территории района — 169 километров, общее число рейсов автобусов за день — 28.
Количество рейсов не удовлетворяет потребность в общественном транспорте, особенно перегружены автобусы, следующие до железнодорожной станции Ветлужская и обратно.
Грузовые перевозки на территории района осуществляются ведомственным транспортом и частными предпринимателями. Автотранспортных предприятий, осуществляющих грузовые перевозки, нет.
По территории района проходит ширококолейная малодеятельная железнодорожная линия Сухобезводное — Лапшанга. Ветка имеет важное производственное значение для Лапшангского ЛПХ и, в целом, для посёлка Северного. С 1999 по 2009 гг. участок ветки от ст. Постой до ст. Лапшанга не действовал, в 2009 г. движение вновь открыто после ремонта.
Река Ветлуга, протекающая по территории Варнавинского района несудоходна, хотя многие годы во время весеннего разлива использовалась для сплава леса. До середины 80-х по реке ходили пассажирские суда типа Заря. В весеннее время по реке производится завоз угля для коммунальных нужд и щебня для дорожного строительства.

## Культура и образование

### Образовательные учреждения
В Варнавинском районе 15 общеобразовательных и одна коррекционная школа, где обучаются 1584 человека.
13 детских дошкольных учреждений посещают 370 детей.
В школе искусств (музыкальное и художественное отделения) получают дополнительное образование 84 ребёнка.
Варнавинское профессиональное училище № 75 ежегодно выпускает около восьмидесяти учащихся различных рабочих профессий.
На 2003 год в областном бюджете развития предусмотрена сумма 500 тыс. руб. для реконструкции недостроенного дома культуры в селе Макарий под школу, так как зданию Макарьевской школы более 100 лет.

### Памятники, музеи, кинотеатры, библиотеки.
Всего в районе 13 домов культуры. Книжный фонд 13 библиотек составляет 147,7 тыс. экземпляров. В 2002 году решением правительства Нижегородской области центральной библиотеке Варнавинского района присвоено имя одного из её основателей Ивана Александровича Рязановского.
В райцентре ведётся строительство районного дома культуры, введены в действие детская библиотека и танцевальный зал.
В районе четыре творческих народных коллектива:
- песенно-танцевальный коллектив районного дома культуры;
- народный театр при районном доме культуры;
- хор ветеранов посёлка Варнавина;
- песенно-танцевальный коллектив «Северные зори» (посёлок Северный)

В посёлке Варнавине в старинном кирпичном особняке расположен историко-художественный музей.

## Больницы, санатории, лечебные учреждения
В Варнавинском районе 3 больничных учреждения, 16 фельдшерских акушерских пунктов, одна поликлиника на 250 посещений в смену.